# East Providence
East Providence é uma cidade situada nos arredores de Providence, no estado norte-americano de Rhode Island, no condado de Providence. Foi fundada em 1812 e incorporada em 1958.

## Geografia
De acordo com o United States Census Bureau, a cidade tem uma área de 42,9 km², onde 34,3 km² estão cobertos por terra e 8,6 km² por água.

## Demografia
Segundo o censo nacional de 2010, a sua população é de 47 037 habitantes e sua densidade populacional é de 1 371,68 hab/km². É a quinta cidade mais populosa de Rhode Island. Possui 21 440 residências, que resulta em uma densidade de 625,23 residências/km².